# Železniční trať Banova Jaruga – Pčelić

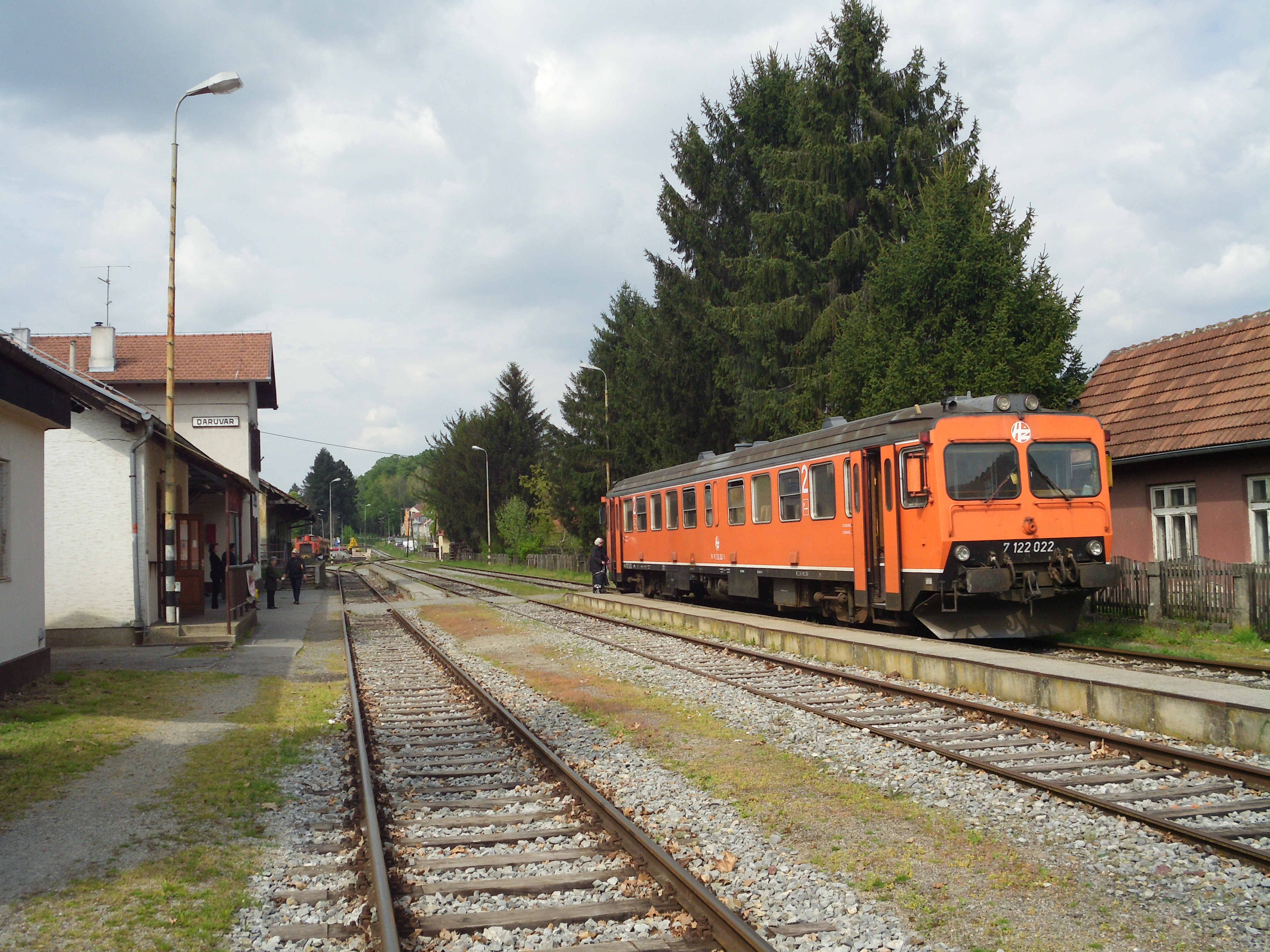
Vlak ve stanici Daruvar.

Železniční trať Banova Jaruga–Pčelić (chorvatsky Željeznička pruga Banova Jaruga–Pčelić) se nachází v centrální části chorvatské Slavonie. Prochází západně od pohoří Papuk. Zajišťuje napojení měst Lipik, Pakrac, Daruvar a Đulovac na chorvatskou železniční síť. 

## Historie
Trať byla vybudována náklady společností Vinciálních drah Barč–Pakrac. Povolení na stavbu trati získal dne 3. března 1884 Heinrich Beines, který později na základě dohody ze dne 10. května 1884 převzal do správy Císařskou a královskou společnost Jižní dráha. První úsek trati z Barči do Pakrace byl zprovozněn 18. srpna 1885 a druhý úsek až do města Banova Jaruga potom 29. listopadu 1897. 
Druhý úsek vystavěla společnost Parovozna lonjskopoljska željeznica. Ta ji provozovala až do roku 1932, kdy byla zařazena pod jugoslávské železnice. 
V roce 2010 byl provoz na trati přerušen v úseku od Sirače do města Pčelić. Původně zhruba roční uzavření tratě bylo prodlouženo nakonec nejprve do zimy 2012 a potom 2013. V roce 2014 byl přerušen provoz osobních vlaků z Daruvaru do Banovy Jarugy. V roce 2018 byl provoz obnoven.